# Музафферуддин Кёкбори
Музафферуддин Кёкбори (араб. مظفر الدين كوكبوري‎; ; 1154—1232/33) — сын Али Кучука, друга и соратника Имадеддина Занги, правитель Эрбиля в 1190—1232/33 годы, полководец Салах ад-Дина.
К моменту смерти отца в 1168 году Кёкбори было 14 лет. Он стал его преемником в Эрбиле, но регент, эмир Каймаз, сместил Кёкбори в пользу его младшего брата, Юсуфа. Кёкбори поступил на службу к атабеку Мосула Сейфеддину Гази II. В 1182 году Кёкбори перешёл к Салах ад-Дину, на службе у которого прославился в битвах с крестоносцами. Он победил их при Крессоне, сыграл важную роль в победе при Хаттине, принимал участие в защите Акры. В 1190 году умер брат Кёкбори, Юсуф, и Салах ад-Дин отдал Эрбиль Кёкбори. Как правитель Эрбиля он вмешивался в наследование правителей Мосула. В 1225 году он попал в плен к хорезмшаху Джелаладдину, но заключил с ним мирное соглашение.
Известен не только как военачальник Салах ад-Дина, но и как благотворитель. Он выкупал мусульман, попавших в плен к крестоносцам. Ему приписывают начало празднования Мавлида и проведение первого водопровода на горе Арафат для паломников.

## Биография

### Происхождение и ранние годы
Кёкбори родился в цитадели Мосула 13 апреля 1154 года. Он был сыном туркменского военачальника, друга и соратника Имадеддина Занги, Али Кучука. После смерти Занги Али Кучук служил его сыновьям, а в 1167 году в старости удалился в принадлежавший ему c 1132 года Эрбиль, при этом он передал все свои икта — Хаккари, Акр аль-Хумейдие (укреплённый замок на востоке Мосула), Синджар, Харран, Тикрит и Шехризор (наиболее значительный торговый пункт в нижнем Курдистане на пересечении караванных путей) — атабеку Мосула сыну Занги Мавдуду. В свою очередь Мавдуд обещал Али Кучуку, что Кёкбори унаследует Эрбиль.
Кроме Кёкбори у Али Кучука было три сына: Юсуф Йиналтегин, Акбори, Алааддин. Как писал историк Г. Безер, об Акбори в источниках нет никакой информации; Али Кучук умер в сентябре 1167 года или в 1168 году; Алааддин после смерти отца уехал со своей матерью (Г. Безер назвал её Фархунда-хатун, дочь Рыдвана) в Дамаск, где и умер. В Эрбиле остались Юсуф и Кёкбори, которому было 14 лет. Перед смертью Али Кучук назначил эмира Каймаза (евнуха и своего бывшего раба) атабеком Кёкбори и Юсуфа и регентом Эрбиля. Кёкбори наследовал отцу, но, по мнению Каймаза, он был некомпетентен. Эмир попросил халифа назначить правителем Юсуфа. Так Юсуф стал эмиром Эрбиля. Кёкбори некоторое время был заключён в тюрьме, но затем Каймаз его освободил. Юноша отправился в Багдад, но не нашёл поддержки у халифа и поступил на службу к правителю Мосула Сейфеддину Гази II бен Мавдуд.

### На службе у атабеков Мосула (Зангидов)
В 1174 году умер атабек Алеппо сын Занги Нуреддин Махмуд. После его смерти его племянник Сейфеддин Гази II вернул себе земли в Джазире (верхняя Месопотамия) и отдал Харран Кёкбори как плату за помощь в походе. Салах ад-Дин овладел Дамаском, женился на вдове Нуреддина и объявил себя опекуном сына Нуреддина Махмуда, Исмаила ас-Салиха. Он провозгласил свою независимость и захватил всю южную Сирию. Также он начал вмешиваться в дела Джазиры. Сейфеддин Гази пытался оказать сопротивление, но в 1175 году его войско под командованием Кёкбори потерпело поражение.
28 апреля 1176 года (Ибн Шаддад датировал битву 10 шавваля 571 года Хиджры) Кёкбори командовал правым крылом армии Мосула в битве против Салах ад-Дина у Тель эс-Султана. Кёкбори уничтожил левое крыло армии противника, но Салах ад-Дин лично возглавил атаку, и армия Мосула понесла поражение. Салах ад-Дину удалось покорить всю Сирию, кроме Алеппо.
Атабек Алеппо Исмаил ас-Салих был тяжело болен. Умирая, он завещал свои земли атабеку Мосула Иззеддину Месуду I, сыну Сейфеддина Гази II и своему родственнику. Иззеддин Месуд отправил к Алеппо армию и выехал следом. По словам Ибн Шаддада, Кёкбори и эмир Саруджа были первыми из эмиров Иззеддина Месуда, кто 12 декабря 1181 года вошёл в город. 29 декабря в Алеппо прибыл Иззеддин Месуд, который назначил Кёкбори править городом. Иззеддин Месуд оставался в цитадели Алеппо некоторое время, но он понимал, что не сможет владеть и Мосулом, и Алеппо. Он перебрался в ар-Ракку, оставив в Алеппо своего сына и Кёкбори. В ар-Ракке Иззеддин Месуд встретился с братом, Имадеддином Занги. 27 февраля 1182 года они заключили соглашение, по которому Алеппо отошёл Имадеддину Занги, а захваченный последним Синджар возвращался Иззеддину Месуду. Возвращаясь в Мосул, Иззеддин Месуд оставил Кёкбори со значительными силами в Алеппо, но Кёкбори встретил противодействие некоторых эмиров, предпочитавших Салах ад-Дина.

### На службе у Салах ад-Дина
Для противостояния Салах ад-Дину Иззеддин Месуд I был вынужден назначить вали Мосула регента Эрбиля эмира Каймаза. Кёкбори был недоволен назначением на эту должность своего противника и в 1182 году перешёл на службу к Салах ад-Дину, после чего стал уговаривать его выступить против Мосула. Когда Салах ад-Дин пересёк со своей армией Евфрат, Кёкбори присоединился к нему со своими войсками и участвовал в захвате некоторых территорий, принадлежавших Иззеддину Месуду и Артукидам. После этого он принимал участие в осаде Салах ад-Дином Эдессы. После покорения Эдессы в сентябре 1182 года Салах ад-Дин отдал город Кёкбори в качестве икта, как и Харран.
В Мосуле Иззеддин Месуд обвинил в некомпетентности вали Мосула Каймаза и заключил под стражу. Это заставило правителя Эрбиля Юсуфа, брата Кёкбори, восстать против атабека Мосула и присоединиться к Салах ад-Дину. Попытка Иззэддина Месуда снова подчинить Эрбиль не увенчалась успехом. Воспользовавшись заключением Каймаза, халиф Ан-Насир Лидиниллах занял Дакук. Правитель Азербайджана Джихан Пехливан вступился за Каймаза и уговорил Иззэддина Месуда освободить его. После освобождения Каймаз попытался подчинить Эрбиль атабеку Мосула, и Юсуф попросил помощи у Салах ад-Дина. Хотя помощь так и не прибыла, он нанёс крупное поражение войскам Мосула. После этого Кёкбори уговорил Салах ад-Дина осадить Мосул в наказание за разорение окрестностей Эрбиля.

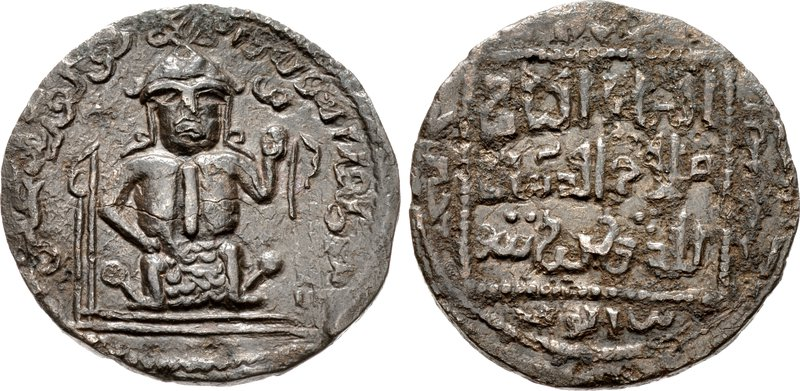
Монета, отчеканенная в правление Кёкбори (1187—1191). Вокруг фигуры на троне видны его имя и титулы.

15 апреля 1185 года Кёкбори и султан Египта встретились в Бире. Однако 29 мая Салах ад-Дин отобрал у него икта и заключил в тюрьму. Причины этого описывают по-разному. Ибн Шаддад писал, что Салах ад-Дин «арестовал Музаффар ад-Дина за какой-то его поступок и за некие слова, которые приписал ему его посол и которые вызвали гнев султана, хотя, на самом деле, он не стал подробно разбираться в этом деле». Ибн аль-Асир же сообщал, что Кёкбори обещал Салах ад-Дину пятьдесят тысяч динаров, когда уговаривал пойти на Мосул, но не выполнил обещание, что вызвало гнев султана. Д. Николле утверждал, что «некоторые советники Салах ад-Дина обвинили Кёкбори в нелояльности и предложили его казнить. Вместо этого Салах ад-Дин конфисковал два его города, но позволил ему остаться у него на службе». 
Примерно через месяц Кёкбори был помилован и получил обратно Харран. Когда в июне 1185 года Салах ад-Дин осадил Мосул, Кёкбори и его брат Юсуф были с ним. Салах ад-Дин не смог взять город, но не оставил своего желания захватить его. Оценив ситуацию и зная, что у них недостаточно сил, мосульцы направили делегацию к Салах ад-Дину в Харран и заявили, что хотят подчиниться ему. В Мосуле стали читать хутбу не от имени иракского сельджукского султана, а от имени Салах ад-Дина. Вся Джазира отныне была под контролем Салах ад-Дина, Кёкбори и Юсуф сыграли в этом важную роль..
Уйдя от Мосула, Салах ад-Дин воспользовался смертью Ахлатшаха Сукмана II и поручил Кёкбори и своему племяннику Такиюддину Омеру взять Ахлат. Наследник Сукмана Сейфеддин Бектемир, стремясь избежать захвата бейлика Айюбидами, присягнул на верность Джихану Пехливану. По окончании кампании в признание заслуг Салах ад-Дин вернул Кёкбори Эдессу и женил на своей сестре, аль Ситт Рабии-хатун.

### Битвы с крестоносцами
Кёкбори участвовал как полководец во многих войнах Салах ад-Дина с крестоносцами. В 1181/82 году Рено де Шатильон, владетель Керака, захватил направлявшийся из Египта в Сирию караван и заключил торговцев в тюрьму, Салах ад-Дин призвал к джихаду, поклялся, что убьёт Рено за нарушение перемирия и послал своего сына Аль-Афдаля вместе с Кёкбори совершить набег на окружающие Акру франкские земли. В августе—сентябре 1184 года Кёкбори участвовал в осаде Салах ад-Дином Крак-де-Шевалье.

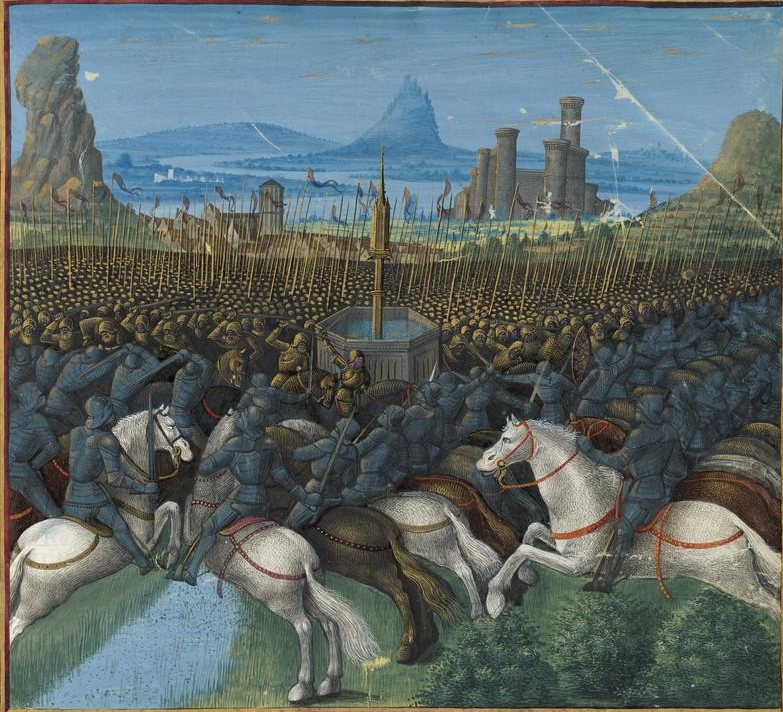
Битва при Саффурии. Жан Коломб, Из книги Себастьена Мамро, BNF, Fr. 5594, fol.197r

В апреле—мае 1187 года Салах ад-Дин поставил Кёкбори во главе конного войска Джазиры, Дияр-Бакра (регион вокруг города Диярбакыр) и Мосула. Однажды ночью Кёкбори с войском отправился в рейд в направлении Тверии и утром атаковал армию крестоносцев у Саффурии (недалеко от Назарета). Он разбил силы противника, состоявшие из тамплиеров, госпитальеров и туркополов. Великий магистр госпитальеров Роже де Мулен был поражён стрелами и убит копьём в грудь. Погибли маршал тамплиеров Роберт Френель и 60 рыцарей ордена. 40 жителей Назарета и некоторые рыцари попали в плен. Спастись удалось великому магистру тамплиеров Жерару де Ридфор с двумя тамплиерами и пятью госпитальерами. Значение этого события трудно переоценить, поскольку была одержана победа над элитой сил крестоносцев. С. Рансимен полагал, что в войске Кёкбори было 7 тысяч человек, по мнению Д. Николле более реалистична цифра 700.
Получив известие о победе при Крессоне (Саффурии), Салах ад-Дин двинулся к Тверии с армией в 12 тысяч человек. В это время Кёкбори постоянно изнурял силы противника набегами и уничтожал его запасы продовольствия. . 4 июля 1187 года состоялась битва при Хаттине. Кёкбори командовал левым флангом армии, сам Салах ад-Дин командовал центром, а его племянник Такиюддин Омер — правым флангом. Несмотря на то, что некоторые командиры Салах ад-Дина в критический момент дрогнули, Кёкбори и Такиюддин Омер остались тверды, что принесло Салах ад-Дину победу. Источники высоко оценивают храбрость и заслуги Кёкбори в ней. Согласно Ибн Халликану, Кёкбори одержал множество славных побед, но его успех в битве при Хаттине один стоил больше других побед, вместе взятых. После уничтожения части сил Иерусалимского королевства Салах ад-Дин предпринял попытку завоевать его земли. Он завоевал Тверию и Акру. В то же время Кёкбори завоевал священный для христиан Назарет, разрушил его замок и отправил к Салах ад-Дину множество пленников. С завоеванием Иерусалима в сентябре—октябре 1187 года самая важная часть этой войны была завершена.
Позже Кёкбори принял участие в операции против Антиохийского княжества, в ходе которой были захвачены все земли княжества, кроме Антиохии и аль-Кусайра. Затем Салах ад-Дин двинулся на графство Триполи, поручив Кёкбори завоевать замок Антартуса. Рыцари-тамплиеры защищали замок, но Кёкбори захватил его и разрушил уцелевшую башню.
После этого христианами был организован третий крестовый поход. Армия крестоносцев прибыла на Святую землю и осадила Акру, порт которой был им необходим для освобождения Иерусалима. Одним из первых на призыв Салах ад-Дина о помощи откликнулся Кёкбори. В сражении под Акрой 4 октября 1189 года, завершившемся поражением мусульман, Кёкбори находился на левом фланге. 4 мая 1190 года Кёкбори снова привёл своё войско под Акру. В осаде Акры участвовал и брат Кёкбори, Юсуф, который с большим войском прибыл летом 1190 года, шатры братьев были рядом. Юсуф дважды болел лихорадкой. Он плохо себя чувствовал и просил у Салах ад-Дина разрешения вернуться домой. Когда он его не получил, то попросился уехать в Назарет. Через несколько дней, 29 октября 1190 года, он умер. Кёкбори был рядом с ним. По словам Ибн Шаддада, «все оплакивали судьбу молодого эмира, почившего в столь юном возрасте и так далеко от дома». В некоторых источниках ответственность за его смерть возлагается на Кёкбори.

### Правитель Эрбиля
Кёкбори обратился к Салах ад-Дину и попросил передать ему Эрбиль в обмен на 50 тысяч динаров и икта, которые у него были. За его заслуги в борьбе против крестоносцев Салах ад-Дин отдал ему не только Эрбиль, но ещё Шехризор и Кара-Бели (на главной дороге из Багдада в Мераге). Осада Акры становилась всё труднее из-за поступавшей крестоносцам помощи по морю. Салах ад-Дин продолжал просить Кёкбори о помощи в письмах, но, несмотря на просьбы и упрёки, Кёкбори так и не вернулся к Акре. Вероятно, он был занят укреплением своих позиций в Эрбиле. Он послал помощь Салах ад-Дину, но она пришла уже  после окончания осады Акры.

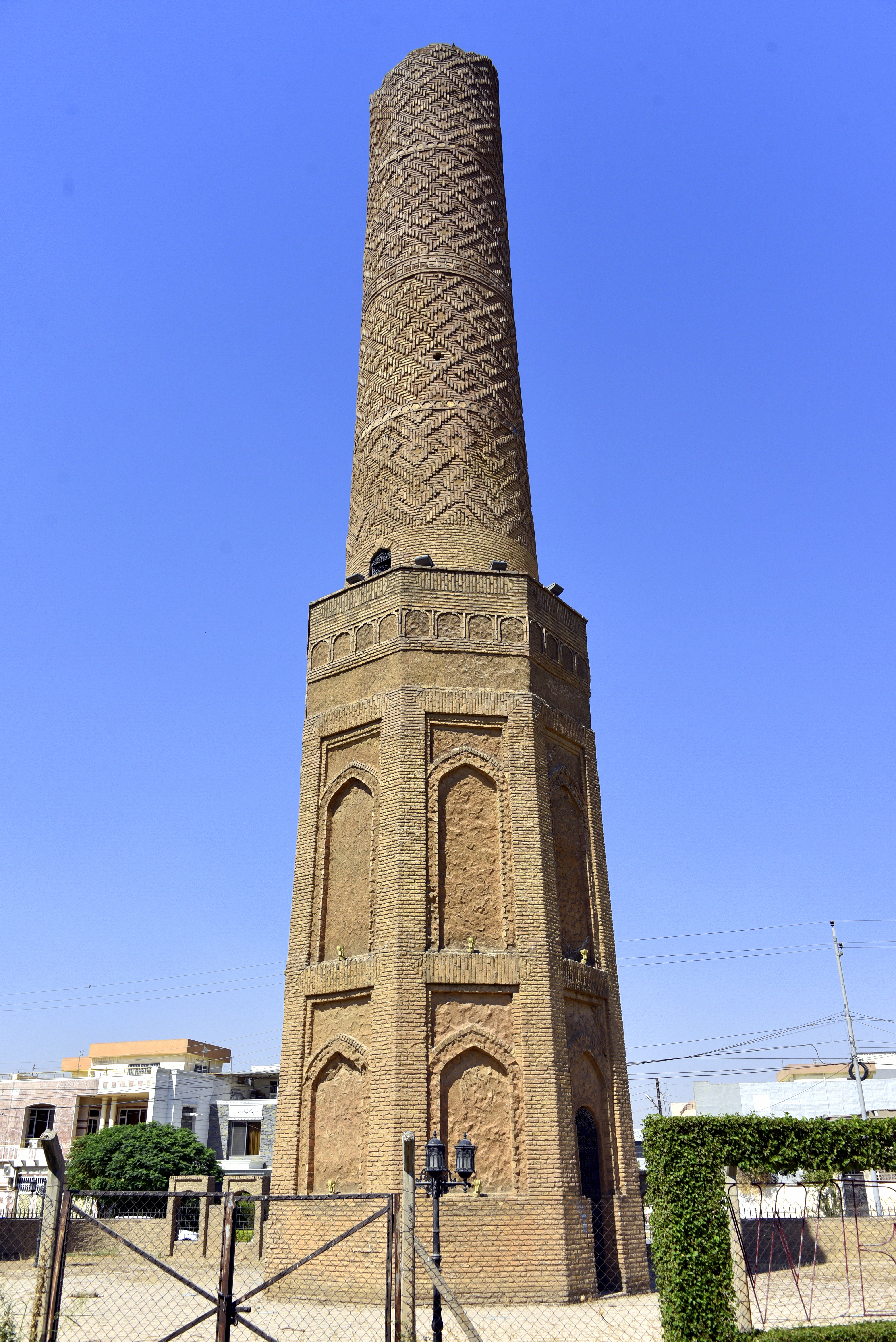
Минарет Музаффарийя Большой мечети в Эрбиле, ранее был частью медресе, построенного Кёкбори

В 1193 году умер Салах ад-Дин. Монеты, чеканенные Кёкбори в течение 40 лет после этого, показывают, что он до своей смерти был независимым правителем. В 1205/06 году Кёкбори заключил союз с эмиром Мераге Алааддином Кара-Сункуром и разбил правителя Ильдегизидов Абу Бакра. Однако эта победа ни к чему не привела, поскольку вмешался правитель Рея, Хамадана и Исфахана Айтогмуш.
Кёкбори играл роль в борьбе между Айюбидами и атабеками Мосула и выступал против экспансионистской политики Айюбидов. Чтобы помешать аль-Адилю (брату Салах ад-Дина и султану Египта) захватить Синджар, в 1210 году Кёкбори стал подданным сельджукского султана Рума. Турецкий историк Дж. Альптекин утверждал, что этим султаном был Иззеддин Кей-Кавус, однако в 1210 году султаном Рума был Гияседдин Кейхюсрев, Кёкбори принес клятву верности именно ему.
В 1208/09 он выдал двух своих дочерей замуж за сыновей атабека Мосула Арслан-шаха I.

### Борьба Зангидов Мосула и Синджара
Кёкбори также участвовал в борьбе Зангидов Мосула и Зангидов Синджара. По словам Рашид ад-Дина, Арслан-шах I, правивший в Мосуле, пытался захватить у Кутбеддина Мухаммеда (оба внуки Мавдуда) принадлежащий тому Синджар, так как тот признал верховенство аль-Адиля. Кёкбори воспользовался этим конфликтом, напал на земли атабека Мосула и пригород Мосула Ниневию, после чего отступил в Эрбиль. Арслан-шах I хотел наказать Кёкбори и выступил против него, но не решился напасть. В это время из Харрана на помощь Кутбеддину Мухаммеду прибыло войско аль-Адиля под предводительством его сына аль-Ашрафа Мусы. Кёкбори, Артукид Хисн-Кайфы, эмир Джазиры и эмир Дары собрались в Нусайбине и выступили против атабека Мосула. Арслан-шах I потерпел поражение в битве против них, его войско бежало, а сам он вернулся в Мосул лишь с четырьмя людьми. Арслан-шах I умер в 1211 году, ему наследовал его сын Иззеддин Месуд II. Иззеддин Месуд II был отравлен в 1218 году, ему наследовал его сын Арслан-шах II, которому было 10 лет. Регентом при нём стал Бадр ад-Дин Лулу .
С этим был не согласен брат Иззеддина Месуда II, Имадеддин Занги III, правитель крепостей Акр и Шуш и основатель Шехризорской ветви династии. Он захватил замок Имадие. Кёкбори желал, чтобы Мосулом правил его зять Имадеддин Занги III. Имадеддин Занги с войском Кёкбори напал на территории атабека Мосула. Ему удалось захватить крепости Хаккар и Завзан. Бадр ад-Дин Лулу обратился за помощью к аль-Ашрафу и тот прислал отряд Айбека. Хотя воинов Айбека было немного, он и Бадр ад-Дин Лулу двинулись на Эрбиль. Две армии встретились на берегах реки Заб в сентябре 1219 года. Айбек разбил левое крыло, которым командовал Имадеддин Занги, но Кёкбори, войско которого было в центре, разбил Бадр ад-дина Лулу, после чего все стороны согласились на заключение мира. Аль-Ашраф захватил Санджар и прибыл на помощь Бадр-ад-дину Лулу в Мосул. Он двинулся на Эрбиль, но прибыли послы халифа и добились заключения мира между ними.
В 1219 году умер Арслан-шах II, новым атабеком Мосула Бадр ад-Дин Лулу провозгласил его трехлётнего брата Насиреддина Махмуда. Имадеддин Занги III вновь попытался захватить Мосул, заявляя, что быть новым атабеком — его право. С помощью Кёкбори он начал захватывать территории атабека Мосула, а Бадр ад-Дин Лулу снова получил помощь аль-Ашрафа. Но их войска были разбиты Кёкбори. Новое соглашение, достигнутое при посредничестве халифа, продлилось лишь до тех пор, пока Имадеддин Занги III не захватил Геваш. На помощь к Лулу пришёл лично аль-Ашраф, а Кёкбори получил поддержку Артукидов и сельджукского султана Рума Иззеддина Кей-Кавуса I. Но смерть Кей-Кавуса I, отправившегося в поход против аль-Ашрафа, ослабила союз. В июле 1220 года аль-Ашраф захватил Синджар и положил конец этой ветви Зангидов. Аль-Ашраф, прибывший в Мосул, отклонил просьбу халифа заключить соглашение при условии, что он вернёт места, занятые Занги III. Он двинулся на Кёкбори, которого считал ответственным за конфликт. В результате переговоров в августе 1220 года Имадеддин Занги обещал вернуть захваченные им места. Было решено, что он останется у аль-Ашрафав как заложника.

### Хорезмшах и монголы
В 1225 году Джелал ад-Дин Манкбурны направил халифу в Багдад предложение заключить союз против монголов. Багдадский халиф, по словам Рашид ад-Дина, «[хорошо] помнил оскорбление, [нанесённое] его отцу и деду [Хорезмшахами]». Поэтому он не принял предложение Джалал ад-Дина, а приказал своему рабу Куш-Темуру (с 20-тысячным отрядом) и Кёкбори (с 10-тысячным отрядом) наказать хорезмшаха. Куш-Темур начал сражение с Джелаледдином, не дожидаясь Кёкбори, потерпел поражение и едва спасся, бежав в Багдад. По словам Рашид ад-Дина Куш-Темур «имевший десятикратное преимущество» потерпел поражение, так как возгордившись не дождался подхода ирбильского войска и в пылу боя угодил в засаду". Позже у Тикрита Джелал ад-Дин захватил в плен Кёкбори. Джелал ад-Дин одарил Кёкбори и отпустил домой.
Кёкбори заключил с ним соглашение и смог спасти город. Вслед за хорезмшахом в регион пришли монголы. Кёкбори получил поддержку халифа ан-Насира Лидиниллаха и командовал армиями, собравшимися в Дакуке. В этот союз вошёл и сельджукский султан Рума Алааддин Кейкубад с войском в 5 тысяч человек. Однако битвы не было, поскольку монголы отступили. В последние годы Кёкбори на район Эрбиля совершали набеги туркмены, следовавшие за монголами. Мехмед Сару захватил Шехризор, а правитель Равандуза Шемседдин Севинч захватил замок Сару.

### Смерть
Кёкбори с войском присоединился к халифу Багдада, чтобы оказать сопротивление разорявшим Иран монголам. В этом походе он заболел. Кёкбори умер в своём доме в Баладе 28 июня 1233 года или 29 июня 1232 года, по словам К. Каэна, ему был 81 год, по словам Г. Безера — 79. Его тело позже было перевезено в Эрбиль. Отсюда его отправили с паломниками в Мекку, в соответствии с его завещанием и желанием быть там захороненным. Однако в 1234 году была засуха, из-за нехватки воды караван не дошёл до Мекки. Тело Кёкбори захоронили в Куфе. У него не было сыновей, и он завещал свои земли халифу Аббасидов аль-Мустансиру. Эрбиль был занят войсками, посланными халифом.

## Семья
Жена: Рабия-хатун, сестра Салах ад-Дина. Умерла в Дамаске в декабре—январе 1245/46 года в возрасте 80 лет.
- Дочь[1]. Муж — Имадеддин Занги III[12].
- Дочь[1]. Муж — Иззеддин Месуд II[4][1].

- Внук, Арслан-шах II.

## Личность
К. Каэн писал, что слава Кёкбори превзошла славу его отца, Али Кучука.
Храбрость Кёкбори оценена и хронистами, и историками. Ибн Халликан писал, что он участвовал во многих битвах Салах ад-дина, проявив в них храбрость, решительность и стойкость, о то же говорят Имадеддин аль-Исфахани, Бахаэддин ибн Шаддад и другие историки. По его мнению «одного поведения [Кёкбори] в битве при Хаттине было бы достаточно для его репутации». По словам Имадеддина аль-Исфахани, благодаря битве при Крессоне, Кёкбори помнят как «героя, который зажёг первый огонь победы, приведшей к завоеванию Иерусалима». По словам К. Каэна, «он сыграл славную роль в большинстве кампаний Салах ад-Дина, в частности в завоевании Палестины и Сирии и борьбе против франков (третий крестовый поход)».
Источники восхваляют Кёкбори за его щедрость по отношению к нуждающимся. Ибн Халликан писал: «благородные качества, глубокое смирение, искренность веры и твёрдость моральных принципов сочетались в Музаффар ад-дине; Он с удовольствием занимался изучением истории, и его познания в этой области знаний были очевидны из его разговоров. Все его добродетели и благородные поступки настолько известны, что нет нужды вдаваться в какие-либо подробности»; «в делах милосердия он совершал то, чего раньше не делал ни один человек. Ничто так его не радовало, как раздача милостыни, и каждый день он заставлял раздавать огромные суммы в разных частях города толпам нуждающихся, собравшимся, чтобы получить их».
Согласно современнику Кёкбори, Якуту аль-Хамави, Эрбиль в период его правления достиг пика процветания. В этот период город был одним из крупнейших центров мусульманского мира, наравне с Багдадом, Мосулом и Ахлатом. Став правителем Эрбиля, Кёкбори  отремонтировал замок и стены города, благоустроил его улицы и построил новые базары. Среди его построек большая больница в Эрбиле, приюты для сирот, детей-инвалидов и вдов, медресе Музафферие, большая мечеть. По словам О. Турана, «Эрбильский атабег Музафреддин Кёкбори был легендарной фигурой в исламском мире со своими научными, религиозными и благотворительными учреждениями».
Кёкбори приписывается введение праздника Мавлид. Церемонии, которые были им введены, впоследствии стали традицией и в других исламских странах. В 1207/08 году хафиз Ибн Дихья прибыл в Эрбиль и отметил рвение, проявленное Кёкбори в праздновании Мавлида, он сочинил для него произведение под названием «Ат-Танвир».
Он был первым, кто провёл акведук на гору Арафат для паломников.
Кёкбори тратил большие деньги на спасение мусульманских пленников от крестоносцев. В источниках записано, что он спас 60 тысяч пленных.